# Premi Iluro de Monografia Històrica, Humanitats i Ciències Socials
Premi Iluro de Monografia Històrica, Humanitats i Ciències Socials és un premi instituït per la Caixa d'Estalvis de Mataró el 1959 i actualment convocat per la Fundació Iluro. S'atorga al millor treball de recerca històrica sobre Mataró o la comarca del Maresme, tant de caràcter general com particular, referit a un determinat període, àmbit geogràfic o tema (art, arqueologia, economia, folklore, o qualsevol altre). El premi es fa extensiu a estudis sobre memòries, diaris, fons documentals, i també a biografies i autobiografies que constitueixin una aportació d'especial interès per al coneixement del passat històric de Mataró i el Maresme.
Cada any s'editen les bases de convocatòria on es defineixen les característiques dels treballs que opten al Premi. Atenent a la doble finalitat que té la institució del Premi d'estimular la recerca i de difondre el coneixement de la història, el Jurat valora especialment, a més del rigor científic i de l'aportació investigadora dels treballs, la qualitat expositiva i de redacció de les obres. Els treballs que es presentin al premi han de ser originals i inèdits, i no poden haver estat premiats en altres certàmens. Estaran escrits en català.
La Generalitat de Catalunya va concedir la Creu de Sant Jordi l'any 2009, considerant que la col·lecció de títols publicats "conforma un corpus valuós com a eina de consulta i font de continguts".
L'any 2015 la Fundació Iluro va renovar el web del Premi Iluro, que inclou la digitalització completa i en accés obert de totes les obres publicades.

## Història
La primera nota documental sobre el Premi Iluro es remunta al 27 d'abril de 1959, quan la comissió encarregada de l'Obra Social de la Caixa d'Estalvis de Mataró acordà de proposar a la junta de govern la convocatòria d'“un certamen de monografías locales o comarcales con un premio de 5.000 pessetes facultando a la ponencia de Obras Culturales la redacción de las oportunas bases y cuyo trabajo premiado sería publicado por cuenta de la propia Caja.”
Les primeres bases del certamen foren aprovades el 16 de juliol de 1959. La primera convocatòria es fa pública amb el nom de “Premi Iluro 1959 de Biografia Mataronesa”. El termini d'admissió d'originals finalitzà el 24 d'octubre d'aquell mateix any. Es van presentar tres treballs i el jurat declarà desert el premi.
La junta de govern de la caixa acordà la segona convocatòria amb més temps, doblant la quantia del premi, de 5.000 a 10.000 pessetes. La dotació ha anat augmentant gradualment. L'any 1963, amb motiu del centenari de l'entitat, es van atorgar excepcionalment un primer, un segon i un tercer premi.
Al llarg de la història del certamen, el jurat qualificador ha estat presidit per intel·lectuals de la categoria de Ramon d'Abadal i de Vinyals, Agustí Duran i Sanpere, Antoni Comas i Pujol, Miquel Coll i Alentorn, Manuel Mundó i Marcet i, des del tombant de segle, Jordi Nadal Oller, Antoni Pladevall i Font, Josep Maria Fradera i Barceló i, des de l'any 2020, Joaquim Nadal i Farreras.
També n'han format part, en qualitat de vocals, nombrosos acadèmics, catedràtics, professors, historiadors, escriptors, economistes, arqueòlegs… entre els quals sobresurten autèntics especialistes com Alexandre Satorras, Max Cahner, Josep Fontana, Manuel Mundó, Carlos Martínez Shaw, Àngel Fàbrega, Emili Giralt, Miquel Tarradell, Josep Guitart, Isabel Rodà, Josep Maria Salrach, Josep Termes, Joan Sanmartí, …

## Guardonats
- 1960: Antoni Martí i Coll - Don Joaquím Martí i Moner. 1828-1964. Cartas de Ultramar
- 1960: (Accèssit) Ramon Salas i Oliveras - Biografia de l'Excm. i Rvdm. Dr. D. Jaume Creus i Martí, Arquebisbe de Tarragona. 1760-1825
- 1961: Antoni Martí i Coll - Historia de una familia de la villa de Mataró (Juan Arnau Palau y sus descendientes)
- 1962: José Poch - Las Escuelas Pías de Mataró. La Iglesia de Santa Ana y el Hno. José Guardia de San Juan Bautista (Apuntes históricos y documentos)
- 1962: (Accèssit) Ramon Salas i Oliveras - Mataró i l'ensenyament
- 1963: Marià Ribas i Bertran - Els orígens de Mataró
- 1965: Joaquim Llovet i Verdura - Mataró, 1680-1719: El pas de vila a ciutat i Cap de Corregiment
- 1966: Antoni Martí i Coll - Cartes d'un mestre veler
- 1967: Josep Maria Colomer - Mataró al mil cinc-cents
- 1968: Josep Maria Madurell i Marimon - L'art antic al Maresme (Del final del gòtic al barroc salomònic) Notes documentals
- 1968: (Accèssit) Josep Iglésies i Fort - La Població del Maresme a la llum dels censos generals
- 1970: Joaquim Llovet i Verdura - Constructors navals de l'ex-província marítima de Mataró. 1816-1875
- 1970: (Accèssit) Esteve Albert i Corp - D'Iluro a Mataró. El Maresme del segle V al XIII
- 1971: Jaume Gonzàlez-Agàpito - Bibliografia de Mataró: Els clergues del segle XVIII
- 1971: (Accèssit) Esteve Albert i Corp - El Maresme de Dosrius estant (1914-1921)
- 1972: Pere Molas i Ribalta - Societat i poder polític a Mataró, 1718-1808
- 1973: Joaquim Llovet i Verdura - Cartes a Veracruz. Comerç americà i guerra napoleònica en la correspondència de Cabanyes, Cortecans, Pasqual i Cia. (1804-1813)
- 1973: (Accèssit) Marià Ribas i Bertran - El Maresme en els primers segles del cristianisme
- 1973: (Accèssit) Antoni Martí i Coll - Mataró i els agraviats
- 1974: Enric Jardí i Casany - Puig i Cadafalch, arquitecte, polític i historiador de l'art
- 1975: Marta Manté i Bartra - La problemática de la Segunda República a través del estudio de una situación concreta: El Mataró de los años treinta
- 1976: Antoni Turró i Martínez - El paper moneda de guerra del Maresme (1936-1939)
- 1977: Antoni Martí i Coll - Història d'una família (segona part)
- 1977: (Accèssit) Esteve Albert i Corp - Quatre boigs de Mataró (Combat per Catalunya 1930-1937)
- 1979: Joaquim Llovet i Verdura - La matrícula de mar i la província de marina de Mataró al segle XVIII
- 1980: Marta Prevosti i Monclús - Cronologia i poblament a l'àrea rural d'Iluro
- 1981: Francesc Costa i Oller - La premsa a Mataró (1820-1980)
- 1982: Josep Viñals i Iglesias - Premià a començaments del segle XVIII: un assaig d'història econòmica local.
- 1983: (Accèssit) Joan Giménez i Blasco - Economia i societat. Mataró, 1600-1639
- 1984: Francesc Costa i Oller - Mataró liberal 1820-1856: la ciutat dels burgesos i els proletaris
- 1985: Joaquim Llovet i Verdura - Alsina, March i Cona (1794-1808).Tràfic colonial, bloqueig marítim i comerç de neutrals
- 1986: Olga López i Miguel - Actituds col·lectives davant la mort i discurs testamentari al Mataró del segle XVIII
- 1987: Coral Cuadrada i Majó - El Maresme medieval: les jurisdiccions baronals de Mataró i Sant Vicenç/Vilassar (hàbitat, economia i societat, s.X-XIV)
- 1989: Teresa Mora i Vila - Societat i economia: Calella 1737 i 1758
- 1990: Jordi Pomés i Vives - Les "Mataro's Potatoes" i El Cooperativisme Agrari al Maresme (1903-1939)
- 1990: (Accèssit) Montserrat Ventura i Munné - Lletrats i Illetrats a una Ciutat de la Catalunya Moderna, Mataró, 1750-1800
- 1990: (Accèssit) Joan Carles Gelabertó i Orué - Revolució Liberal i Guerra Civil a la Marina de la Selva
- 1991: Pere Benito i Monclús - Les Parròquies del Maresme a la Baixa Edat Mitjana
- 1992: Marià Barriendos i Vallvé - i Jordi Pomés i Vives L'aigua a Mataró. Inundacions i recursos hídrics (Segles XVIII-XX)
- 1992: (Accèssit) Francesc Forn i Salvà - “Déu Nostre Seyor vulla alsar la mà de aquest asot del contagi” (Una aproximació a l'epidèmia de peste bubònica de 1650-1654 al terme del castell de Montpalau, al terme del castell de Palafolls i a Mataró)
- 1993: Jordi Amat i Teixidó - República i Guerra Civil a Calella (1931-1939)
- 1993: (Accèssit) Xavier Mas i Gibert - Memorial dels pescadors i els peixos. (Converses amb Francesc Isern). Tres-cents anys de la tradició marinera al litoral del Maresme
- 1994: Oriol Olesti i Vila - El territori del Maresme en època republicana (s. III-Ia.C.). Estudi d'arqueomorfologia i història
- 1994: (Accèssit) César Yáñez Gallardo - Emigración ultramarina y familia catalana en el siglo XIX. Los Moreu Rabassa de Calella. (Con una nota de Lluís Castañeda sobre las transferencias ultramarinas)
- 1995: Manuel Cusachs i Corredor - "La Costa de Llevant" 1894-1922. Setmanari comarcal catalanista de Canet de Mar
- 1996: Jordi Pomés i Vives i María Rodríguez Calleja - L'Obrera Mataronesa. Un bell i efímer somni (1886-1890). El cooperativisme a Mataró al segle XIX
- 1997: Ernest Cañada i Mullor - Conflictividad laboral y sindicalismo en el sector textil de Mataró entre 1896 y 1923
- 1997: (Accèssit) M. Assumpció Zapata Buxens - Les Jurisdiccions locals en el pas de l'Edat Mitjana a l'Edat Moderna. Els batlles de sachs i els batlles reials a la baronia Desbosch
- 1998: Benet Oliva i Ricós - Els orígens de la primera industrialització del rerepaís. Un cas emblemàtic: Vilassar i el capital comercial barceloní (1828-1875)
- 1999: Rosa Alcoy i Pedrós - Eduard Alcoy a Mataró. Pintures i dibuixos (1966-1987)
- 2000: Joan Giménez i Blasco - Mataró en la Catalunya del segle xvii, un microcosmos en moviment
- 2001: Xavier Mas i Gibert - Guerra-Revolució i Contrarevolució a Canet de Mar (1936-1943). Les dimensions d'una tragèdia
- 2001: (Accèssit) Benet Oliva i Ricós - La Petita noblesa del Maresme. Tres trajectòries: Des Bosc, Ferrer i Sala (s. XIV-XVII)
- 2002: Jaume Vellvehí i Altamira - Terenci Thos i Codina (Mataró, 1841-1903) Un home de la Reinaxença
- 2003: Assumpció Zapata i Buxens - La baronia Desbosch del Maresme. Una jurisdicció feudal en l'Edat Moderna
- 2004: Benet Oliva i Ricos - El plet de l'escó. Una microhistòria sobre les comunitats locals, el règim senyorial i la Contrareforma a la Catalunya del 1600
- 2004: (Accèssit) Joan Giménez i Blasco - La Gestió del quotidià. Mataró en la Catalunya del segle xvii (II).
- 2005: Ramon Rexach i Puig - Els pares de la República. El patriciat a la Catalunya urbana moderna. Mataró, s. XV-XVII
- 2006: Joan Florensa i Parés - P. Jacint Feliu i Utzet (1787-1867), protagonista de la restauració de l'Escola Pia a Espanya
- 2007: Ramon Rexach i Puig - Els orígens de la tradició política liberal catòlica a Catalunya. Mataró, s. xviii i xix
- 2008: Joaquim Llovet i Verdura - Els viatges del capità Moreu. Entre la dominació napoleònica i la insurgència mexicana (1808-1815)
- 2009: Ramon Reixach i Puig - Els orígens del catolicisme social contemporani a Mataró. Dels inicis de la revolució industrial a la primera guerra mundial
- 2009: (Accèssit) Francesc Forn i Salvà - Viure i sobreviure al s. XVI a la Marina de la Selva (Castell de Montpalau i Castell de Palafolls). La defensa, l'atac i el rescat davant de les incursions dels corsaris turcs i algerians
- 2010: (Accèssit) Joan Bonamusa i Roure - De la Civitas d'Iluro a Alarona (Mataró, Barcelona) Entre la tetrarquia i els Carolingis
- 2011: Montserrat Gurrera i Lluch - Els orígens de la xarxa escolar de Mataró (1808-1868)
- 2012: Joan Giménez i Blasco - La província marítima de Mataró. Economia i conflictes socials (1750-1870)
- 2012: (Accèssit) Rafael Luque Fernández - Estat, patrons i obrers davant la modernització de les relacions laborals. La Junta de Reformes Socials de Mataró (1900-1923)
- 2013: Alexandra Capdevila i Muntadas - Quan la terra promesa era al sud. La immigració francesa al Maresme als segles xvi i xvii
- 2013: (Accèssit) Jaume Brufau i Prats - De xerric a capità d'empresa. Memòries de Joan Brufau Cusidó ampliades pel seu fill
- 2015: Francesc Forn i Salvà - El Corpus de 1714. La Marina de Llevant durant la Guerra de Successió.
- 2015: (Accèssit) Enric Puig i Giralt - Rock i cultura pop a Mataró: una visió implicada
- 2018: Joan Giménez i Blasco - Mataró 1936-1945. De la revolució a la repressió (Volum II)
- 2019: (Accèssit) Pep Valsalobre i Eulàlia Miralles - El poeta mataroní Joan Pujol (s. XVI) o la poesia en el seu context
- 2020: (Accèssit) Esther Alsina Galofré - Dionís Baixeras 1862-1943. Un pintor entre el Maresme i els Pirineus.
- 2021: Joan Giménez i Blasco - El primer franquisme a Mataró (1939-1950)
- 2022: Xavier Alarcón i Campdepadrós - Història del castell de Mataró i dels seus senyors feudals. Estudi dels vincles familiars i de vassallatge de les nissagues propietàries del castell mataroní (1031-1419)
- 2022: (Accèssit) Ramon Coll Monteagudo - El santuari ibèric de la cova de les Encantades del Montcabrer (Cabrera de Mar, Barcelona).